# Greg Strong
Pour les articles homonymes, voir Strong.
Gregory Strong (né le 5 septembre 1975 à Bolton en Angleterre) est un footballeur britannique évoluant au poste de défenseur.

## Biographie
Après avoir commencé sa carrière à Wigan Athletic, puis à Bolton Wanderers, Greg Strong ne parvient pas à devenir un titulaire dans l'effectif et part pour l'Écosse où il signe à Motherwell et y reste deux saisons durant lesquelles on lui fait confiance en lui faisant jouer près de 70 matchs. Après un passage à Livingston (2005-2006), puis à Dundee (2006-2007), il retourne en Angleterre et joue pour des clubs mineurs comme Northwich Victoria ou Droylsden.
En juillet 2008, il est recruté par l'ambitieuse équipe galloise de Rhyl avec laquelle il remporte le titre de champion en 2009. Deux mois après le titre, on lui propose le poste d'entraîneur de l'équipe, reléguée en deuxième division, et continue d'y jouer comme défenseur.

## Palmarès

### En club
Rhyl FC
- Championnat du pays de Galles
  - Vainqueur : 2009.